# Carl Rosenholm
Carl Rosenholm, född 14 oktober 1662 i Stockholm, död 3 december 1722 på Lassåna bruk i Bodane socken, Närke, var en svensk militär, överjägmästare och brukspatron.
Han var son till Erik Pedersson Rosenholm (1613–1672) och Märta Beata Stuart (1642–1673) samt från 1706 gift med Brita von Berchner (1684–1742) som var dotter till brukspatronen
Georg Thomas von Berchner (1642–1705). Paret fick fyra döttrar och två söner där sonen Erik Georg Rosenholm överlevde till vuxen ålder och tog över Lassåna efter sin far.
Rosenholm var överjägmästare i Sörmland och köpte 1697 godset Rockelstad. I början av 1700-talet byggde han ut godset med tegel och täljstenar som han hämtade vid det försvunna sörmlandska slottet Ådö
. På grund av en inteckningsrätt övertog han Lassåna bruk 1712 och följande år arrenderade han herrgården Stora Lassåna som han 1719 köpte av landshövding Johan Hoghusens änka Helena Trotzig. När han avled 1722 ärvdes bruket och gården av änkan Brita von Berchner som förvaltade egendomen fram till sin död 1742. Makarn ligger begravda i det Rosenholmska gravkoret på Bodane kyrkogård vid Ramundeboda kloster.